# Сезар (кінопремія, 1981)
6-та церемонія вручення нагород премії «Сезар» Академії мистецтв та технологій кінематографа за заслуги у царині французького кінематографу за 1980 рік відбулася 31 січня 1981 року у Концертному залі Плейєль (Париж, Франція). 
Церемонія проходила під головуванням Іва Монтана, розпорядником та ведучим виступив П'єр Чернія. Найкращим фільмом визнано стрічку Останнє метро режисера Франсуа Трюффо. Всього фільм отримав 10 нагород з 12 номінацій.

## Статистика
Фільми, що отримали декілька номінацій:
| Фільм                          | Номінації |
| ------------------------------ | --------- |
| • Останнє метро                | 12        |
| • Мій американський дядечко    | 6         |
| • Поганий син                  | 6         |
| • Прямий репортаж про смерть   | 5         |
| • Банкірша                     | 4         |
| • Лулу                         | 3         |
| • Атлантик-Сіті                | 2         |
| • Рятуй, хто може (своє життя) | 2         |
| • Я вас люблю                  | 2         |

## Список лауреатів та номінантів
• Переможців виділено окремим кольором.

### Основні категорії
| Категорії                                       | Лауреати та номінанти                                                                                          | Лауреати та номінанти                                                           |
| ----------------------------------------------- | --- | ------------------------------------------------------------------------------- |
| Найкращий фільм                                 | • Останнє метро / Le Dernier Métro (реж.: Франсуа Трюффо)                                                      | • Останнє метро / Le Dernier Métro (реж.: Франсуа Трюффо)                       |
| Найкращий фільм                                 | • Лулу / Loulou (реж.: Моріс Піала)                                                                            |                                                                                 |
| Найкращий фільм                                 | • Мій американський дядечко / Mon oncle d'Amérique (реж.: Ален Рене)                                           |                                                                                 |
| Найкращий фільм                                 | • Рятуй, хто може (своє життя) (реж.: Жан-Люк Годар)                                                           |                                                                                 |
| Найкраща режисерська робота                     | | • Франсуа Трюффо за фильм «Останнє метро»                                       |
| Найкраща режисерська робота                     | • Ален Рене — «Мій американський дядечко»                                                                      |                                                                                 |
| Найкраща режисерська робота                     | • Жан-Люк Годар — «Рятуй, хто може (своє життя)»                                                               |                                                                                 |
| Найкраща режисерська робота                     | • Клод Соте — «Поганий син»                                                                                    |                                                                                 |
| Найкращий актор                                 | | • Жерар Депардьє — «Останнє метро» (за роль Бернара Ґранже)                     |
| Найкращий актор                                 | • Патрік Девар — «Поганий син» (за роль Бруно Калганьї)                                                        |                                                                                 |
| Найкращий актор                                 | • Філіпп Нуаре — «Орел чи решка» (за роль інспектора Луї Бароні)                                               |                                                                                 |
| Найкращий актор                                 | • Мішель Серро — «Клітка для диваків 2» (за роль Альбена)                                                      |                                                                                 |
| Найкраща акторка                                | | • Катрін Денев — «Останнє метро» (за роль Маріон Штайнер)                       |
| Найкраща акторка                                | • Наталі Бай — «Тиждень відпустки» (за роль Лоранс Кюер)                                                       |                                                                                 |
| Найкраща акторка                                | • Ніколь Гарсія — «Мій американський дядечко» (за роль Жанін Гарньє)                                           |                                                                                 |
| Найкраща акторка                                | • Ізабель Юппер — «Лулу» (за роль Неллі)                                                                       |                                                                                 |
| Найкращий актор другого плану                   | | • Жак Дюфіло — «Поганий син» (за роль Адріана Дюссара)                          |
| Найкращий актор другого плану                   | • Гайнц Беннент (Bennent) — «Останнє метро» (за роль Люка Штайнера)                                            |                                                                                 |
| Найкращий актор другого плану                   | • Гі Маршан — «Лулу» (за роль Андре)                                                                           |                                                                                 |
| Найкращий актор другого плану                   | • Ален Сушон — «Я вас люблю» (за роль Клода)                                                                   |                                                                                 |
| Найкраща акторка другого плану                  | | • Наталі Бай — «Рятуй, хто може (своє життя)» (за роль Деніз Рімбо)             |
| Найкраща акторка другого плану                  | • Андреа Ферреоль — «Останнє метро» (за роль Арлетт Гільом)                                                    |                                                                                 |
| Найкраща акторка другого плану                  | • Клер Мор'є — «Поганий син» (за роль Маделін)                                                                 |                                                                                 |
| Найкраща акторка другого плану                  | • Дельфін Сейріґ — «Дорога незнайомка» (за роль Іветти)                                                        |                                                                                 |
| Найкращий оригінальний або адаптований сценарій | | • Франсуа Трюффо та Сюзанн Шифман (Suzanne Schiffman) — «Останнє метро»         |
| Найкращий оригінальний або адаптований сценарій | • Джон Ґуар) — «Атлантик-Сіті»                                                                                 |                                                                                 |
| Найкращий оригінальний або адаптований сценарій | • Девід Рейфіл) та Бертран Таверньє — «Прямий репортаж про смерть»                                             |                                                                                 |
| Найкращий оригінальний або адаптований сценарій | • Жан Грюо) — «Мій американський дядечко»                                                                      |                                                                                 |
| Найкраща музика до фільму                       | | • Жорж Дельрю — «Останнє метро»                                                 |
| Найкраща музика до фільму                       | • Мішель Легран — «Атлантик-Сіті»                                                                              |                                                                                 |
| Найкраща музика до фільму                       | • Серж Генсбур — «Я вас люблю»                                                                                 |                                                                                 |
| Найкраща музика до фільму                       | • Антуан Дюамель — «Прямий репортаж про смерть»                                                                |                                                                                 |
| Найкращий монтаж                                | • Мартен Барак — «Останнє метро»                                                                               | • Мартен Барак — «Останнє метро»                                                |
| Найкращий монтаж                                | • Женев'єва Віндінґ — «Банкірша»                                                                               |                                                                                 |
| Найкращий монтаж                                | • Арман Псенні — «Прямий репортаж про смерть»                                                                  |                                                                                 |
| Найкращий монтаж                                | • Альбер Юрґенсон — «Укол парасолькою»                                                                         |                                                                                 |
| Найкраща операторська робота                    | • Нестор Альмендрос — «Останнє метро»                                                                          | • Нестор Альмендрос — «Останнє метро»                                           |
| Найкраща операторська робота                    | • Бернар Зіцерманн — «Банкірша»                                                                                |                                                                                 |
| Найкраща операторська робота                    | • П'єр-Вільям Гленн — «Прямий репортаж про смерть»                                                             |                                                                                 |
| Найкраща операторська робота                    | • Саша Верні — «Мій американський дядечко»                                                                     |                                                                                 |
| Найкращі декорації                              | • Жан-П'єр Кою-Свелко — «Останнє метро»                                                                        | • Жан-П'єр Кою-Свелко — «Останнє метро»                                         |
| Найкращі декорації                              | • Жан-Жак Казіо () — «Банкірша»                                                                                |                                                                                 |
| Найкращі декорації                              | • Жак Солньє — «Мій американський дядечко»                                                                     |                                                                                 |
| Найкращі декорації                              | • Домінік Андре () — «Поганий син»                                                                             |                                                                                 |
| Найкращий звук                                  | | • Мішель Лорен (Michel Laurent (ingénieur du son)) — «Останнє метро»            |
| Найкращий звук                                  | • Жан-П'єр Ру — «Банкірша»                                                                                     |                                                                                 |
| Найкращий звук                                  | • Мішель Деруа — «Прямий репортаж про смерть»                                                                  |                                                                                 |
| Найкращий звук                                  | • П'єр Ленуар — «Поганий син»                                                                                  |                                                                                 |
| Найкращий короткометражний документальний фільм | • Дзеркало землі / Le miroir de la terre (реж.: Даніель Абсіль та Поль де Рубе)                                | • Дзеркало землі / Le miroir de la terre (реж.: Даніель Абсіль та Поль де Рубе) |
| Найкращий короткометражний документальний фільм | • Абель Ганс, пам'ять про майбутнє / Abel Gance, une mémoire de l'avenir (реж.: Лоран Дранкур та Тьєррі Фійяр) |                                                                                 |
| Найкращий короткометражний документальний фільм | • Доротея Таннін — Безсоння / Dorothea Tanning — Insomnia (реж.: Петер Шамоні)                                 |                                                                                 |
| Найкращий короткометражний ігровий фільм        | • Тойне / Toine (реж.: Едмон Сешан)                                                                            | • Тойне / Toine (реж.: Едмон Сешан)                                             |
| Найкращий короткометражний ігровий фільм        | • Відкриття / La découverte (реж.: Артюр Жоффе)                                                                |                                                                                 |
| Найкращий короткометражний ігровий фільм        | • Звук ніг Люсі / Le bruit des jambes de Lucie (реж.: Анна Кесман)                                             |                                                                                 |
| Найкращий короткометражний ігровий фільм        | • / Vive la mariée (реж.: Патріс Нойя)                                                                         |                                                                                 |
| Найкращий короткометражний анімаційний фільм    | • Карусель / Le manège (реж.: Жан-П'єр Жене)                                                                   | • Карусель / Le manège (реж.: Жан-П'єр Жене)                                    |
| Найкращий короткометражний анімаційний фільм    | • Пробудження / Le réveil (реж.: Жан-Крістоф Виллар)                                                           |                                                                                 |
| Найкращий короткометражний анімаційний фільм    | • Троє винахідників (реж.: Мішель Осело)                                                                       |                                                                                 |
| Найкращий фільм іноземною мовою                 | Японія • Тінь воїна / 影武者 (Kagemusha) (Японія, реж.: Акіра Куросава)                                        | Японія • Тінь воїна / 影武者 (Kagemusha) (Японія, реж.: Акіра Куросава)         |
| Найкращий фільм іноземною мовою                 | США • Слава / Fame (США, реж.: Алан Паркер)                                                                    |                                                                                 |
| Найкращий фільм іноземною мовою                 | США • Крамер проти Крамера / Kramer vs. Kramer (США, реж.: Роберт Бентон)                                      |                                                                                 |
| Найкращий фільм іноземною мовою                 | США • Роза (США, реж.: Марк Райделл)                                                                           |                                                                                 |

### Спеціальні нагороди
| Нагорода         | Лауреати                         | Лауреати                      |
| ---------------- | -------------------------------- | ----------------------------- |
| Почесний «Сезар» | Марсель Паньоль (фото 1931 року) | • Марсель Паньоль (посмертно) |
| Почесний «Сезар» | • Ален Рене                      |                               |